# Feketepatak (Szlovákia)
Feketepatak (szlovákul: Čierny Potok) község Szlovákiában, a Besztercebányai kerületben, a Rimaszombati járásban.

## Fekvése
Rimaszombattól 20 km-re, délnyugatra fekszik.

## Története
A mai község a korábbi Durenda és Hodos-pusztai telepek egyesítésével jött létre. A trianoni békeszerződésig területe Gömör-Kishont vármegye Feledi járásához tartozott.
Durenda-puszta akkor keletkezett, amikor 1923-ban Gyetváról és Herencsvölgyről, illetve 1925-ben a közeli Csomatelkéről  érkezett szlovákokat telepítette idek. Az 1920-as évek második felében a közeli Hodospusztára újabb szlovák családok érkeztek. Lakói dohánytermesztéssel foglalkoztak és a közeli korláti kőbányában dolgoztak. 1938-ban a magyar honvédség elől a telepesek egy része elmenekült, mások a helyükön maradtak. 1938 és 1944 között Magyarországhoz tartozott.
A Csehszlovákiához történt visszacsatolás után az elmenekült családok visszatértek. 1955-ben a két puszta egyesítésével önálló községet alkottak, mely a Feketepatak (Čierny Potok) nevet kapta.

## Népessége
| Év:            | 1994. | 2004.   | 2014.   | 2024.    |
| -------------- | ----- | ------- | ------- | -------- |
| Emberek száma: | 166   | 156     | 153     | 119      |
| Eltérés:       |       | -6,02 % | -1,92 % | -22,22 % |

| Év:            | 2023. | 2024.   |
| -------------- | ----- | ------- |
| Emberek száma: | 126   | 119     |
| Eltérés:       |       | -5,55 % |

2001-ben 160 lakosából 156 szlovák volt.
2011-ben 156 lakosából 131 szlovák és 8 magyar.

## Külső hivatkozások
- Községinfó
- Feketepatak Szlovákia térképén
- Simon Attila: Cseh és szlovák kolonisták betelepítése Dél-Gömör falvaiba a két háború közötti időszakban
- E-obce.sk Archiválva 2007. december 8-i dátummal a Wayback Machine-ben